# Starý Smokovec
Starý Smokovec, ungerska: Ótátrafüred, tyska: Altschmecks, är en skidort i Vysoké Tatry i Slovakien.
Orten är ett populärt resmål bland vandrare och skidåkare.
Bland de viktigare byggnaderna märks ett sanatorium och Grand Hotel (etablerat 1904). Genom en bergbana har orten förbindelse med skidorten Hrebienok belägen på 1285 meters höjd över havet.